# إسحاق فورساه

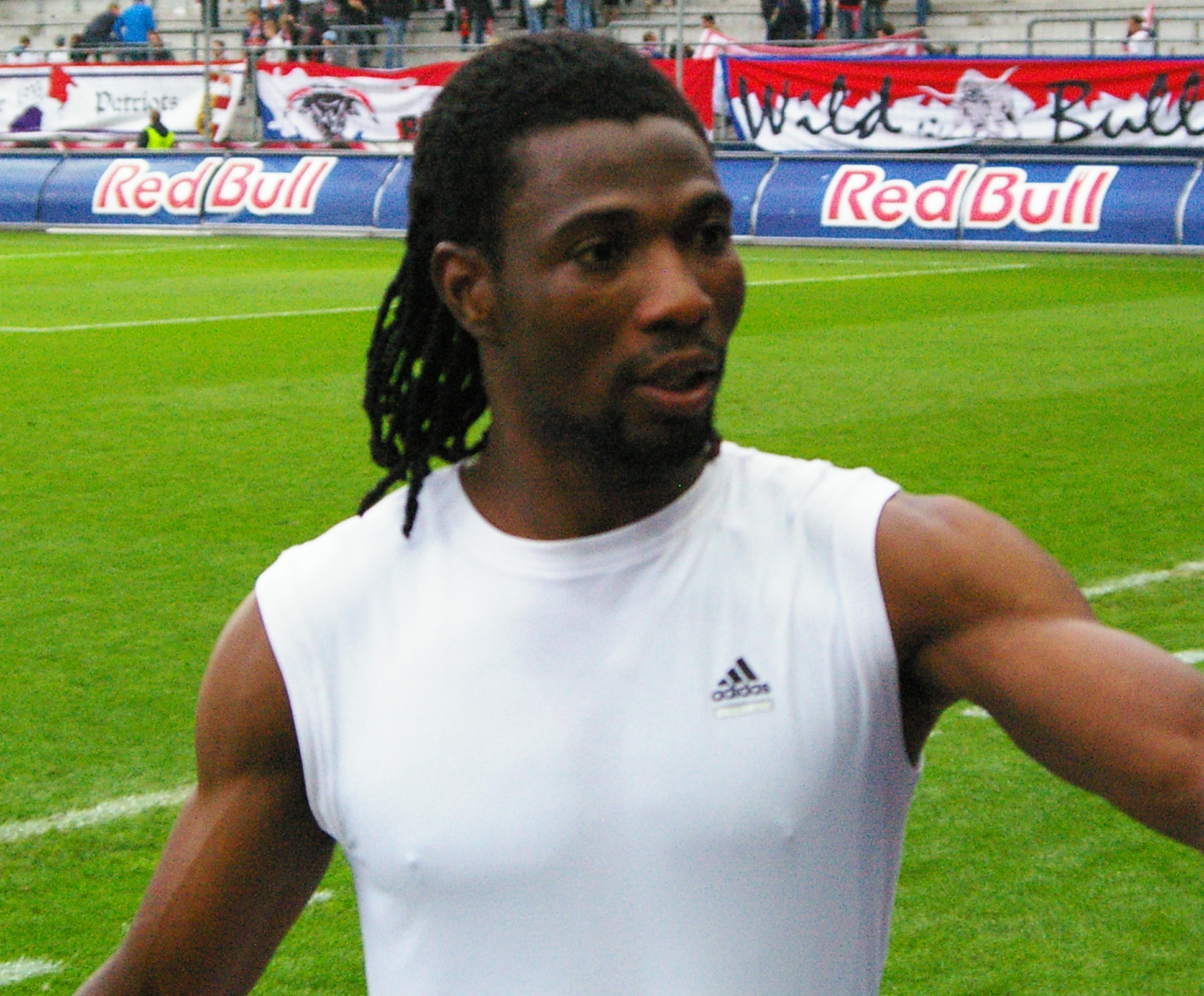
إسحاق فورساه

إسحاق فورساه (بالإنجليزية: Isaac Vorsah) (مواليد 21 يونيو 1988 في غانا) لاعب كرة قدم غاني لعب سابقاً لصالح نادي أحد السعودي منذ 2017 في مركز الوسط المدافع كما يجيد اللعب في مركز قلب الدفاع.

## روابط خارجية
- إسحاق فورساه على موقع الاتحاد الدولي (مؤرشف)  (الإنجليزية)
- إسحاق فورساه على موقع قاعدة بيانات كرة القدم.إي يو (الإنجليزية)
- إسحاق فورساه على موقع بيانات كرة القدم. دي إي (الألمانية)
- إسحاق فورساه على موقع ناشيونال فوتبول تيمز (الإنجليزية)
- إسحاق فورساه على موقع Soccerway.com (الإنجليزية)
- إسحاق فورساه على موقع عالم كرة القدم.نت (الإنجليزية)
- إسحاق فورساه على موقع AS.com (الإسبانية)